# Équipe cycliste Uno-X Mobility Development
L'équipe cycliste Uno-X Mobility Development est une équipe cycliste norvégienne, créée en 2018. Elle court avec le statut d'équipe continentale de 2021 à 2024, date de sa disparition.
Durant son existence, elle sert d'équipe de développement à la formation Uno-X Mobility.

## Histoire de l'équipe
Basée à Lysaker, l'équipe est créée en 2018 sous le nom de DARE Bikes Development Team. En 2021, elle devient officiellement l'équipe de développement de l'UCI ProTeam Uno-X Mobility et court avec une licence d'équipe continentale. Au cours de son existence, douze coureurs ont fait le saut vers une équipe professionnelle.
Après la saison 2024, l'équipe s'arrête car les talents les plus prometteurs du cyclisme sautent généralement la catégorie des moins de 23 ans et vont directement dans une équipe professionnelle, rendant son existence moins utile,.

## Principales victoires

### Courses d'un jour
- Ringerike GP : 2022 (Sakarias Koller Løland) et 2024 (Idar Andersen)
- Fyen Rundt : 2023 (Carl-Frederik Bévort)
- Paris-Tours espoirs : 2023 (Sakarias Koller Løland)
- Tour des 100 Communes : 2024 (Halvor Dolven)
- Sundvolden GP : 2024 (Idar Andersen)

### Courses par étapes
- Okolo Jižních Čech : 2023 (Martin Solhaug Hansen)

### Championnats nationaux
- Championnats du Danemark sur route : 1
  - Contre-la-montre espoirs : 2023 (Carl-Frederik Bévort)
- Championnats de Norvège sur route : 1
  - Course en ligne espoirs : 2024 (Halvor Dolven)

## Classements UCI
L'équipe participe aux épreuves des circuits continentaux et en particulier de l'UCI Europe Tour. Les tableaux ci-dessous présentent les classements de l'équipe sur les différents circuits, ainsi que son meilleur coureur au classement individuel.
UCI Europe Tour
| UCI Europe Tour | UCI Europe Tour        | UCI Europe Tour                           | UCI Europe Tour |
| Année           | Classement par équipes | Meilleur coureur au classement individuel |                 |
| --------------- | ---------------------- | ----------------------------------------- | --------------- |
| 2021            | 32e                    | Tobias Johannessen (148e)                 |                 |
| 2022            | 53e                    | Carl-Frederik Bévort (489e)               |                 |
| 2023            | 36e                    | Johannes Kulset (405e)                    |                 |
|                 |                        |                                           |                 |
| Source : UCI    |                        |                                           |                 |

L'équipe est également classée au Classement mondial UCI qui prend en compte toutes les épreuves UCI et concerne toutes les équipes UCI.
| Classement mondial | Classement mondial     | Classement mondial                        | Classement mondial |
| Année              | Classement par équipes | Meilleur coureur au classement individuel |                    |
| ------------------ | ---------------------- | ----------------------------------------- | ------------------ |
| 2021               | 54e                    | Tobias Johannessen (172e)                 |                    |
| 2022               | 94e                    | Carl-Frederik Bévort (631e)               |                    |
| 2023               | 71e                    | Johannes Kulset (542e)                    |                    |
| 2024               | 66e                    | Simon Dalby (423e)                        |                    |
|                    |                        |                                           |                    |
| Source : UCI       |                        |                                           |                    |

## Uno-X Mobility Development Team en 2024
Effectif
| Effectif 2024            | Effectif 2024     | Effectif 2024 | Effectif 2024                           |
| Cycliste                 | Date de naissance | Pays          | Équipe précédente                       |
| ------------------------ | ----------------- | ------------- | --------------------------------------- |
| Simon Dalby              | 29 janvier 2003   | Danemark      | Team Mascot Workwear (2021)             |
| Halvor Dolven            | 13 avril 2004     | Norvège       | Asker Cykleklubb (2023)                 |
| Alfred Grenaae           | 1 juin 2004       | Danemark      | Herning CK Junior Biemme Danmark (2022) |
| Mikal Grimstad Uglehus   | 15 mai 2005       | Norvège       | Bergen Cykleklubb (2023)                |
| Martin Solhaug Hansen    | 11 mai 2003       | Norvège       | Idrettslaget Stjørdals-Blink (2022)     |
| Mads Landbo              | 30 septembre 2004 | Danemark      | Tscherning Cycling Academy (2022)       |
| Erik Madsen              | 2 juillet 2002    | Norvège       | Ringerike Sykkelklubb (2022)            |
| Truls Nordhagen          | 29 décembre 2002  | Norvège       | Lillehammer Cykleklubb (2022)           |
| Henrik Pedersen          | 3 décembre 2004   | Danemark      | ColoQuick (2023)                        |
| Ola Sylling              | 13 février 2003   | Norvège       | Ringerike Sykkelklubb (2021)            |
| Daniel Årnes             | 6 juin 2000       | Norvège       | Kristiansands Cykleklubb (2023)         |
|                          |                   |               |                                         |
| Source : ProCyclingStats |                   |               |                                         |

Victoires
| Victoires | Victoires                          | Victoires | Victoires     | Victoires       | Victoires |
| Date      | Course                             | Pays      | Classe        | Vainqueur       |           |
| --------- | ---------------------------------- | --------- | ------------- | --------------- | --------- |
| 2 mars    | Le Tour des 100 Communes           | France    | 1.2           | Halvor Dolven   |           |
| 30 mars   | 1re étape, 3 Dage i Nord - Herre A | Danemark  | DCU licensløb | Henrik Pedersen |           |
| 4 mai     | Sundvolden Grand Prix              | Norvège   | 1.2           | Idar Andersen   |           |
| 5 mai     | Ringerike Grand Prix               | Norvège   | 1.2           | Idar Andersen   |           |